# Birka
Birka (starornordijski: Bierkø, latinski: Birca) je bio srednjovjekovni vikinški grad na otoku Björkö (švedski za "Otok breza") u Švedskoj. Otok se nalazi na jezeru Mälaren, 30 km zapadno od današnjeg Stockholma, u općini Ekerö.
Birka je bila važno trgovačko središte koje je prometovalo robama iz Skandinavije, ali i središnje i istočne Europe, pa čak i Bliskog Istoka. Zajedno s gradom Hovgårdenom na obližnjem otoku Adelsö, Birka čini arheološki kompleks koji pokazuje složenu trgovačku mrežu skandinavskih Vikinga i njihov utjecaj na europsku povijest. On je kao najstariji švedski grad (zajedno s Hovgårdenenom), upisan na UNESCO-ov popis mjesta svjetske baštine u Europi 1993. godine.

## Povijest
Birka je osnovana u 8. stoljeću i brzo je postala važnim trgovačkim mjestom za luksuzne dekorativne predmete koja je trgovala s drugim trgovačkim mjestima na Sjevernom moru i Baltiku kao što su Ribe (osnovan oko 710.), Hedeby (810.), Skiringssal (Kaupang) (800.), Dorestad, Quentovic i Hamwith. Gradovi su bili pažljivo locirani kako bi omogućili trgovinu brodovima na najvećem mogućem području kao dio internacionalne trgovine. Lokalni zanatlije su svoje dragocjene predmete trampili za željezo i krzna lokalnih trgovaca, a ove predmete su trgovali za arapski nakit i tkanine iz Bizanta koje su stizale brodovima rijekom Rajnom, Sjevernim morem i Baltikom.
Drveni grad Birka je rastao oko ogromnog trga koji se nastavljao na unutarnju luku i imao je pravilnu mrežu ulica.
Procjenjuje se da je u 9. stoljeću Birka imala oko 700 stalnih stanovnika i oko 3.000 tijekom tržnih dana. Nedavno je otkriveno oko 3,000 grobnih humaka na otoku Björkö. Na otoku Adelsö, kojeg od Birke dijeli uski tjesnac, nalazio se kraljevski dvorac Hovgården kojeg je navodno dao izgraditi kralj Svean.
Birka je bila i mjesto prvog pokrštavanja Vikinga koje je poduzeo benediktinski opat sv. Ansgar 829. godine. Njega je poslao franački kralj Ludovik I. Pobožni, no Ansgar je kasnije naveo kako je u mjestu već postojala malena crkva i određeni broj kršćana, iako su većina ipak bili pogani mnogobošci. Iako sve navodi da je Ansgar opisao Birku, postoji mogućnost da je riječ o drugim gradovima kao što su: Åland, Bjarke u Västergötlandu, Köpingsvik u Ölandu i Vreta kod Linköpinga.
Grad je napušten oko 960-ih kada je njegov ulogu trgovačkog središta preuzeo trgovački grad Sigtuna, također na obalama jezera Mälaren. Jedna od mogućnosti zašto je grad napušten je uzdizanje tla zbog kojeg je brodovima bilo otežano ploviti kroz Södertälje do Birke (slično se dogodilo i drugim lučkim baltičkim gradovima u povijesti, poput Luleå).
Adam Bremenski u svom djelu "Djela hamburških biskupa" (Gesta Hammaburgensis ecclesiae pontificum) iz 1076. godine, nekoliko puta spominje grad Birku kao napušten i zaboravljen, nekada slavni trgovački grad.
Hjalmar Stolpe je započeo sustavna iskapanja u Birki 1870-ih, a značajna otkrića su se dogodila za vrijeme istraživanja koja je proveo Ambrosiani Björn 1970-ih i 1990-ih.
- Rekonstrukcija kuća u Birki
- Iskapanja u Birki 1991. god.
- Lokot pronađen u Birki
- Srebrni križevi pronađeni u ženskom grobu u Birki

## Poveznice
- Jelling, Danska
- Hedeby i Danevirke, Njemačka

## Vanjske poveznice
- Birka i Hovgården na stranicama Švedskog ureda za nacionalnu baštinu (šved.)
- Rekonstrukcije frula od kosti iz Birke (engl.)